# Preobrazsenszka szerb ortodox templom (Szentendre)
A Preobrazsenszka szerb ortodox templom egy 18. század közepén épített szerb ortodox templom Szentendrén, a Bogdányi utcában, nem messze az Ámos Imre-Anna Margit emlékmúzeumtól.

## Története
1700 körül építették a Szamárhegy lábánál. Túlélte az 1838-as árvízet, ezért sokan a csodák templomának is hívják. Csak a szentendrei szerb ünnepségekkor (augusztus 19.) van nyitva.